# Sydney Box
Frank Sydney Box (Beckenham, 29 aprile 1907 – Perth, 25 maggio 1983) è stato un produttore cinematografico e sceneggiatore britannico.
Fu sposato con Muriel Box dal 1935 al 1969.

## Filmografia parziale

### Produttore
- Settimo velo (The Seventh Veil), regia di Compton Bennett (1945)
- The Truth About Women, regia di Muriel Box (1957)

### Sceneggiatore
- Settimo velo (The Seventh Veil), regia di Compton Bennett (1945)